# Splitrmx12
 (juin 2015).
Si vous disposez d'ouvrages ou d'articles de référence ou si vous connaissez des sites web de qualité traitant du thème abordé ici, merci de compléter l'article en donnant les références utiles à sa vérifiabilité et en les liant à la section « Notes et références ».
Albums de Autechre
EP7
(1999) Peel Session 2
(2001)
Splitrmx12 est un album promotionnel du groupe de musique électronique britannique Autechre, sorti en 1999. L'édition limitée du label Warp Records, exclusivement vinyle, fut limitée à 3 000 copies.

## Titres
Face A
- Autechre Play Weissensee Against Im Glück (Original Composition By Neu![réf. nécessaire]) (8:55)

Face B
- Autechre Play at Drowning in a Sea of Indiependance (Original Composition By Bic?[réf. nécessaire]) (10:55)

La face A est une reprise des pistes Weissensee et Im Glück du groupe Neu!, provenant de leur album Neu! paru en 1972[réf. nécessaire].